# 73955 Asaka
73955 Asaka è un asteroide della fascia principale. Scoperto nel 1997, presenta un'orbita caratterizzata da un semiasse maggiore pari a 3,1412922 UA e da un'eccentricità di 0,1557788, inclinata di 12,50017° rispetto all'eclittica.